# Henri Rheinwald
Henri Rheinwald (Le Locle, 24 juli 1884 – Genève, 24 april 1968) was een Zwitsers wielrenner. Rheinwald wordt beschouwd als een van de sterkste Zwitserse wielrenners van voor en net na de Eerste Wereldoorlog. Hij werd namelijk nationaal kampioen in meerdere onderdelen van het wielrennen.

## Belangrijkste overwinningen
1907
- Tour du Lac Léman

1908
- Nationaal kampioenschap Zwitserland op de weg, Elite

1909
- Nationaal kampioen sprint (baan), Elite

1912
- Nationaal kampioen sprint (baan), Elite
- Nationaal kampioen veldrijden, Elite
- Nationaal kampioenschap Zwitserland op de weg, Elite
- Tour du Lac Léman

1913
- Nationaal kampioen sprint (baan), Elite

1914
- Kampioenschap van Zürich

1915
- Bern-Genève
- Nationaal kampioen sprint (baan), Elite

1916
- Nationaal kampioen sprint (baan), Elite

1919
- Nationaal kampioenschap Zwitserland op de weg, Elite
- Bern-Genève

1920
- Tour du Lac Léman

## Resultaten in voornaamste wedstrijden
| Jaar | Ronde van Lombardije |
| ---- | -------------------- |
| 1907 | 6e                   |
| 1912 | 26e                  |
| 1913 | 40e                  |